# Руан (Ирландия)
Руан (англ. Ruan; ирл. An Ruan) — деревня в Ирландии, находится в графстве Клэр (провинция Манстер).
Местная железнодорожная станция была открыта в 1888 году и закрыта 1 октября 1921 года.